# Черненково (Гороховецкий район)
Черненково — деревня в Гороховецком районе Владимирской области России, входит в состав Фоминского сельского поселения.

## География
Деревня расположена в 19 км на восток от центра поселения села Фоминки и в 36 км на юг от Гороховца.

## История
В окладных книгах Рязанской епархии 1678 года деревня входила в состав Ростригинского прихода, в ней было 10 дворов крестьянских.
В XIX — первой четверти XX века деревня входила в состав Фоминской волости Гороховецкого уезда, с 1926 года — в составе Муромского уезда. В 1859 году в деревне числилось 11 дворов, в 1905 году — 34 двора, в 1926 году — 43 двора.
С 1929 года деревня входила в состав Павликовского сельсовета Фоминского района Горьковского края, с 1940 года — в составе Быкасовского сельсовета, с 1954 года — Рождественского сельсовета, с 1944 года — в составе Владимирской области, с 1959 года — в составе Гороховецкого района, с 2005 года — в составе Фоминского сельского поселения.

## Население
| 1859 | 1905 | 1926 | 2002 | 2010 | 2021 |
| ---- | ---- | ---- | ---- | ---- | ---- |
| 100  | ↗224 | ↘166 | ↘6   | ↘2   | ↘0   |